# Alice Evans
Alice Jane Evans (født 2. august 1971) er en engelsk skuespiller. Hun er mest kendt for at være den walisiske skuespiller, Ioan Gruffudds kone, men hun har også fået opmærksomhed fra pressen pga hendes usædvanlige tøjstil. 

## Biografi
Evans blev født i Summit, New Jersey, USA, men voksede op i Bristol, England. 
Evans har haft tidligere haft et 8 år langt forhold til Oliver Picasso, barnebarn af maleren Pablo Picasso, og boede sammen med ham i Paris, hvor de blev forlovede. Under indspilningerne til 102 Dalmatinere mødte hun Gruffudd, og datede hinanden uofficielt indtil Evans, kort før premieren på Black Hawk Down, i et interview til Daily News, afslørede deres forhold. De blev gift den 14. september 2007 i Mexico. 

## Filmografi

### Film
- Dangerous Parking (2007) .... Etta
- Save Angel Hope (2007) .... Sonia Zeller
- Hollywood Dreams (2006) .... Vida
- Four Corners of Suburbia (2005) .... Susan Harris
- Fascination (2004) .... Kelly Vance
- Blackball (2003) .... Kerry Speight
- The Abduction Club (2002) .... Catherine Kennedy
- 102 Dalmatinere (2000) ....Chloe Simon
- Une pour toutes (1999) .... Macha Desachy
- Mauvaise passe (1999) .... Sue
- Monsieur Naphtali (1999) .... Caroline
- Rewind (1998) .... Helga

### Fjernsyn
- The Christmas Card (2006) .... Faith
- Au coeur de la loi – En vert et contre tous (1998).... Muriel Highsmith
- "H" – Une belle maman (year unknown) .... Ramzis kæreste
- Ragazze di Piazza di Spagna, Le (1998).... Nathalie
- Highlander (1997) .... Kyra
- Elisa top modèle (1996) ... aka Elisa,
- Strangers- Crash (1996) .... Charlotte